# Ágios Nikólaos (La Canée)
Pour les articles homonymes, voir Agios Nikolaos.
Ágios Nikólaos, en grec moderne : Άγιος Νικόλαος, est un îlot inhabité situé au large de Georgioúpoli dans le dème de La Canée, district régional de La Canée, de la Crète, en Grèce.